# كأس ملك إسبانيا 1984–85
كأس ملك إسبانيا 1984–85 (بالإسبانية: Copa del Rey de fútbol 1984-85)‏ هو الموسم 81 من كأس ملك إسبانيا. أشرف على تنظيمه الاتحاد الملكي الإسباني لكرة القدم، وكان عدد الأندية المشاركة فيه 142، وفاز فيه أتلتيكو مدريد.